# Ленинское сельское поселение (Омская область)
Ленинское се́льское поселе́ние — муниципальное образование в Таврическом районе Омской области Российской Федерации.
Административный центр — рабочий посёлок Таврическое.

## История
Статус и границы сельского поселения установлены Законом Омской области от 30 июля 2004 года № 548-ОЗ «О границах и статусе муниципальных образований Омской области».

## Население
| 2010  | 2011  | 2012  | 2013  | 2014  | 2015  | 2016  |
| ----- | ----- | ----- | ----- | ----- | ----- | ----- |
| 2162  | ↗2169 | ↗2182 | ↗2194 | ↗2213 | ↘2201 | ↘2186 |
| 2017  | 2018  | 2019  | 2020  | 2021  | 2023  |       |
| ↘2167 | ↘2160 | ↘2136 | ↗2151 | ↗2312 | ↘2302 |       |

## Состав сельского поселения
| № | Населённый пункт | Тип населённого пункта | Население |
| - | ---------------- | ---------------------- | --------- |
| 1 | Копейкино        | деревня                | ↗720      |
| 2 | Лапино           | деревня                | ↘70       |
| 3 | Новобелозеровка  | деревня                | ↘393      |
| 4 | Новоселецк       | деревня                | ↗510      |
| 5 | Новотелегино     | деревня                | ↘160      |
| 6 | Черниговка       | деревня                | ↘309      |